# Poidło
Poidło, poidełko, pojnik, wodopój – naczynie lub miejsce związane z prowadzoną przez ludzi hodowlą zwierząt. Pozwala zaspokajać pragnienie zwierzętom hodowlanym, mającym ograniczoną możliwość poruszania się.

## Znaczenie w hodowli

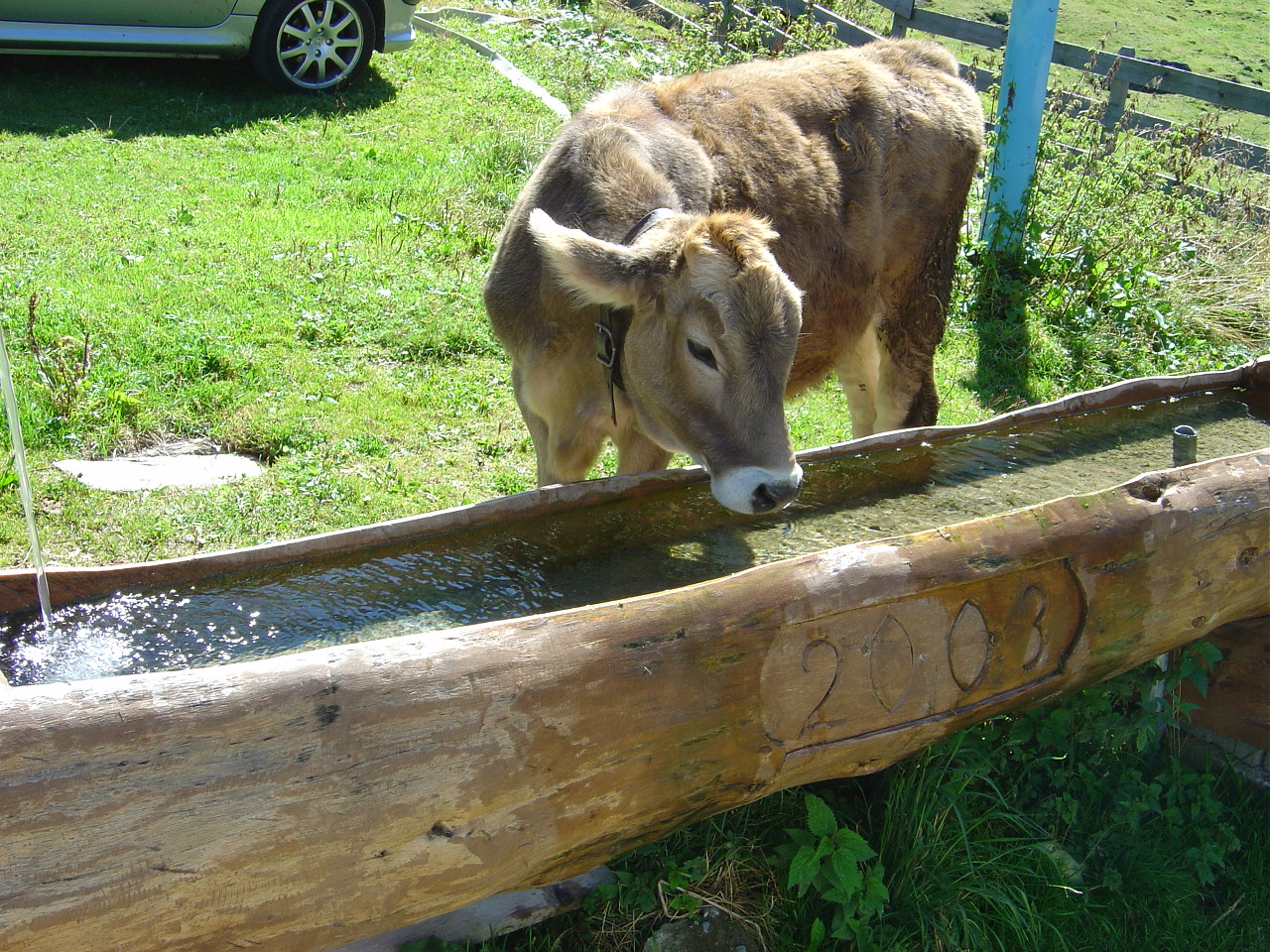
Samica bydła domowego przy poidle

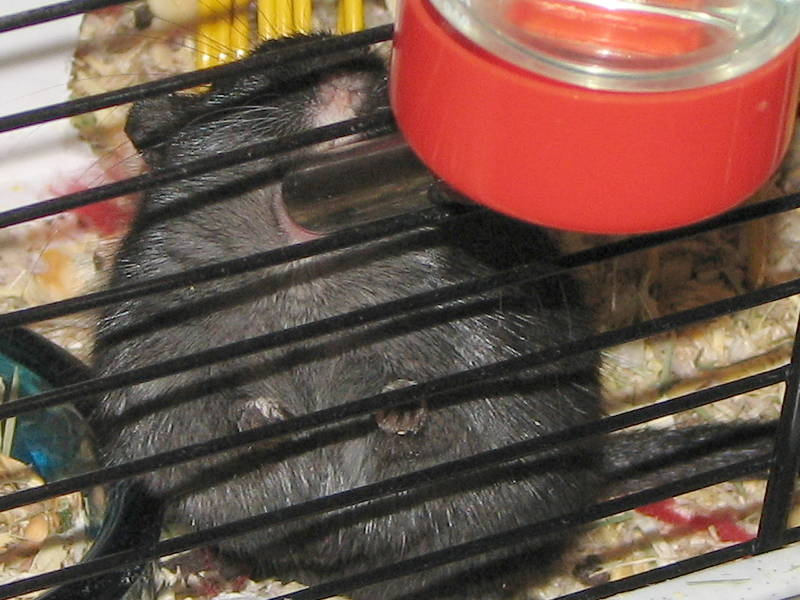
Myszoskoczka korzystająca z poidełka

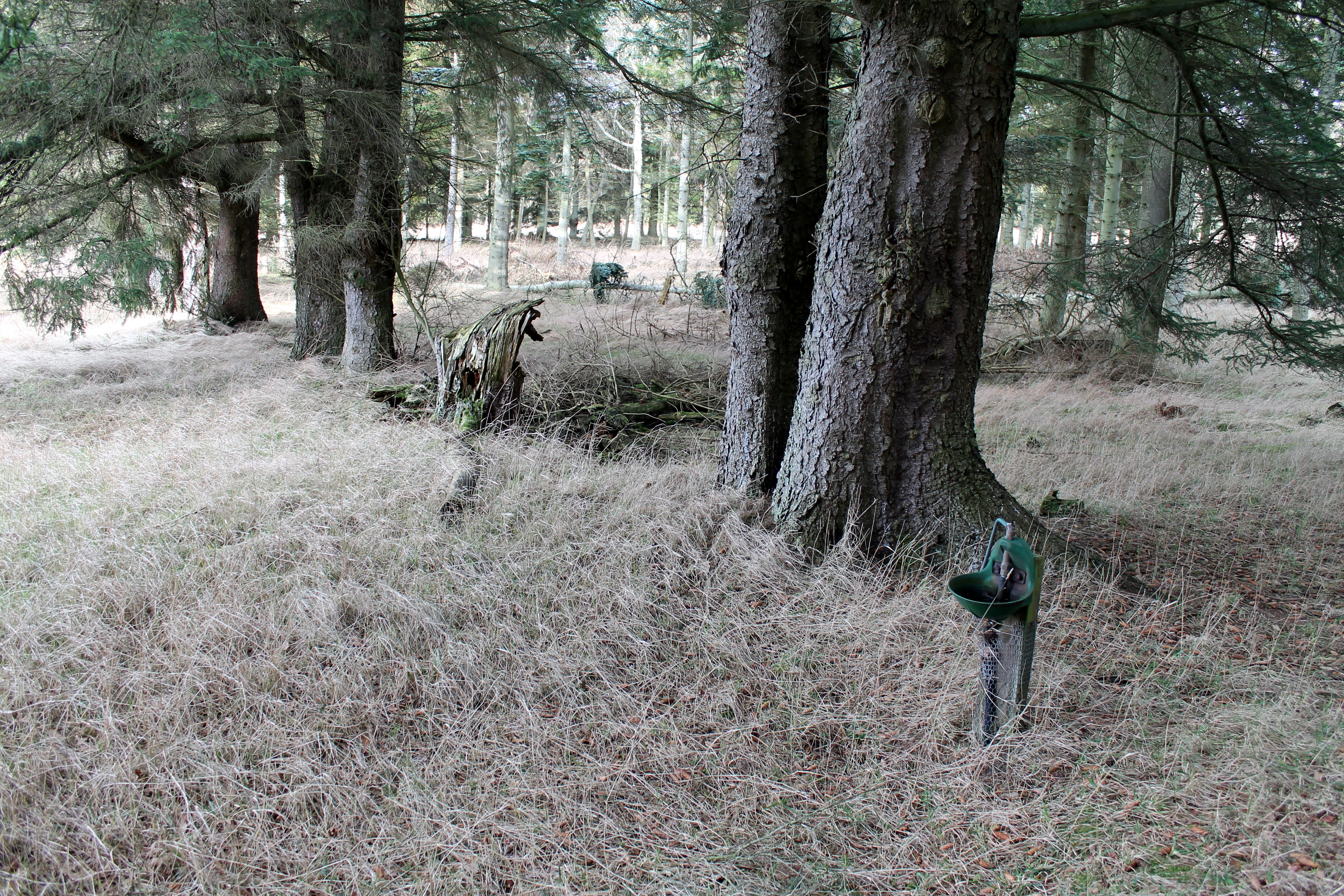
Poidło dla zwierząt leśnych

Początkowo zwierzęta hodowlane, jeśli ich pastwisko nie sąsiadowało z naturalnym ciekiem wodnym, prowadzono dwa razy dziennie do wodopoju, zwykle w to samo miejsce. Po wielu latach takiego użytkowania brzeg stawał się łagodnie pochyły i pozwalał zwierzętom młodym i dorosłym wchodzić do wody i wygodnie pić. Od XVIII w. na pewno, a być może już wcześniej, w pobliżu zabudowań folwarcznych wykopywano sadzawki – pełniły one nie tylko rolę wodopoju ale także, w razie potrzeby, zbiornika przeciwpożarowego.
Konie rycerskie i podróżne musiały być w ciągłym pogotowiu. Dla nich w stajniach i miejscach postoju przygotowywano poidła – skórzane wiadra, beczki oraz różnego rodzaju skrzynie i dłubanki (naczynia wydłubane z pnia drzewa). Wodę do nich parobcy przynosili z rzeki lub ze studni.
W XIX w. hodowla znacznie się rozwinęła. Zwierzęta (wówczas krowy, świnie, owce itd.) przez zimę trzymano w budynkach (w oborach, chlewach, owczarniach), karmiono przygotowaną w okresie letnim paszą i instalowano dla nich poidła. W nowoczesnych, XX-wiecznych hodowlach wodę dla zwierząt doprowadzają wodociągi, a zamiast zamkniętych naczyń z wodą stojącą, bardzo często stosuje się poidła automatyczne – świeża woda nalewa się, gdy zwierzę włoży głowę w odpowiednie miejsce.
Pojnik i poidełko pozwalają zaspokoić pragnienie małym zwierzętom. Zamiast małych, płaskich naczyń, często przewracanych i zanieczyszczanych, stosuje się szklane rurki, w kształcie fajki. Po napełnieniu wodą, górny koniec takiej rurki zamyka się korkiem. Następnie rurkę mocuje się pionowo przy klatce tak aby jej dolny, lekko rozszerzony koniec był dostępny dla zwierzęcia. Dzięki podciśnieniu tworzącemu się pod korkiem woda nie wylewa się z rurki, a zwierzę może z niej swobodnie i dość długo korzystać.
Poidełka są wystawiane także dla pszczół, by zamiast szukać wody daleko, miały ją na miejscu i mogły główny wysiłek kierować na produkcję miodu.

## Znaczenie w ochronie przyrody
Postępowanie człowieka powoduje, że problem z dostępem do wody coraz częściej mają też zwierzęta dzikie. Woda w rzekach jest zanieczyszczona; obudowane, strome brzegi cieków wodnych nie pozwalają dostać się do niej; melioracje i kanały burzowe w miastach nadmiernie wysuszają teren; naturalne zagłębienia, w których powinna gromadzić się woda, są zasypywane, zwykle śmieciami. Brak wody sprawia, że wiele obszarów zamieszkuje mniej zwierząt niż mogłoby, gdyby woda była dostępna, a i mniejsze jest ich zróżnicowanie gatunkowe. Brak wody staje się szczególnie dokuczliwy w okresie lęgów, podczas upałów, po roztopach gdy chwyci mróz i brakuje świeżego śniegu. W związku z tym, jako proekologiczne, wskazane są działania poprawiające dostępność wody.
- W okresie letnim fontanny miejskie powinny być czynne. Ich brzegi nie powinny być strome, lecz skośnie wyprofilowane – wtedy woda przy każdym poziomie będzie dostępna dla ptaków.
- W stromo obudowanych brzegach rzek i kanałów powinno się przewidzieć łagodniejsze odcinki, tak aby zwierzęta mogły podejść do wody, a nawet przepłynąć i wydostać się na drugim brzegu.
- Na wielu polach są miejsca zalewane po każdym większym deszczu. Posadzone tam rośliny uprawne najczęściej wygniwają. Takie miejsca najlepiej przekształcić w sadzawki – podniesie się wokół wilgotność ziemi, a obecność zbiornika wody wpłynie dodatnio na bioróżnorodność –  pojawią się płazy i inne pożyteczne zwierzęta.
- Właściciele ogródków, działek i balkonów powinni przygotować pojniki dla ptaków. W stojących zwykle na działkach wannach, beczkach i innych stromościennych zbiornikach na wodę do podlewania, niepotrzebnie ginie wiele ptaków. Pojniki należy ustawiać w miejscu otwartym, tak żeby ptaki nie były zagrożone przez drapieżniki (np. kota), w cieniu dużego drzewa ale nie pod krzakiem. Pojemnik należy raz na dzień myć i zmieniać w nim wodę. Zimą woda zamarza, więc dobrze jest lód wyrzucać i przynajmniej w okresach bezśnieżnych zastępować czystą wodą.

Niektóre ptaki, takie jak kos czy drozd śpiewak, wylepiają wnętrze swojego gniazda błotem, a jaskółki z błota budują całe gniazda. W sytuacji gdy w okolicy brak trwałych kałuż z odsłoniętymi powierzchniami błota, ptaki te mają trudności z budową i naprawą gniazd. Pomóc może ustawiona na otwartej przestrzeni kuweta, wypełniona w ¾ ziemią. Część nienapełniona ziemią służy do dolewania wody i umożliwia obserwację jej poziomu. Błyszcząca tafla wody dodatkowo zwabia ptaki.